# 春运帝国
《春運帝國》是中國大陸自由職業者胡戈在2006年1月28日於網上推出的一部網絡短片，片長11分鐘左右；中國大陸傳媒稱這是他繼承其上一部作品《一個饅頭引發的血案》的惡搞風格，因以其幽默對白、字幕與片段剪輯反映這個每年影響廣泛的春運情況，受不少網友讚賞。

## 故事簡介
短片選擇在2006年的春節年初一前一天推出，故事以電影片段剪輯結合搞笑對白反映中國大陸春節前後的春運蜂擁回鄉引致的買票難與地下黑市賣票現象，民工周星星想方設法在春運期間通過票販子買火車票（黃牛票）回家。素材主要以周星馳導演電影《少林足球》、《破壞之王》、《喜劇之王》、《百變星君》、《情聖》、《國產凌凌漆》、《鹿鼎記II之神農教》和《黑客帝國》、《英雄》等剪接而成。音樂採用《二泉映月》、《春天的故事》和《辣妹子》等。由龔格爾與胡戈本人擔任主要配音。

## 外部連結
- 本片WMV下載